# Leopoldo Filippo d'Arenberg
Leopoldo Filippo Carlo Giuseppe d'Arenberg (Bruxelles, 14 ottobre 1690 – Castello di Heverlee, 4 marzo 1754) fu IV duca di Arenberg, X duca di Aarschot, gran cavaliere dell'Ordine del Toson d'oro spagnolo, e militare belga al servizio dell'Austria.
Figlio di Filippo Carlo, duca d'Arenberg, morto nella battaglia di Slankamen, Leopoldo Filippo è considerato, a ragione, come uno dei Principi che hanno dato più lustro agli Arenberg.

## Biografia

### Infanzia e ascesa
Nacque a Bruxelles il 14 ottobre 1690, come unico figlio maschio di Filippo Carlo, III duca di Arenberg e IX duca di Aerschot, morto per le ferite riportate alla battaglia di Slankamen, lasciandolo orfano all'età di dieci mesi, e di sua moglie, Maria Enrichetta del Carretto (20 settembre 1671-22 febbraio 1744), marchesa di Savona e Grana, figlia del Marchese di Grana.
All'età di nove anni, fu insignito da Carlo II di Spagna dell'Ordine del Toson d'oro (13 gennaio 1700); la collana gli fu data dall'elettore Massimiliano II Emanuele di Baviera, governatore generale dei Paesi Bassi (3 aprile 1700).

### Matrimonio
Sposò a Bruxelles, il 29 marzo 1711, Maria Francesca Carolina Filippina Pignatelli (4 giugno 1696-3 maggio 1766), principessa di Bisaccia, figlia di Niccolò Pignatelli (1658 - 1719), duca di Bisaccia, duca di Monteleone, viceré di Sardegna (1687-1690), generale di artiglieria SMC nei Paesi Bassi (1704) e colonnello di un reggimento di fucilieri, e di sua moglie, Marie Claire Angeline d'Egmond (1661-1714), figlia del Principe di Gavre.

## Discendenza
Il duca Leopoldo Filippo d'Arenberg e Maria Francesca Carolina Filippina Pignatelli ebbero:
- Marie Vittoria Paolina (26 ottobre 1714 - 13 aprile 1793)

∞ sposò, il 7 dicembre 1735 a Neuhaus (in Boemia) 12, con Augusto Giorgio, margravio di Baden-Baden (1706-1771), senza prole;
- Marie Adelaide Anna (30 settembre 1719 - 23 febbraio 1792), canonica di Château-Chalon, dama dell'ordine della Croce Stellata (3 maggio 1744);
- Carlo Maria Raimondo (1º aprile 1721 - 17 agosto 1778), 5º duca di Arenberg, principe del Sacro Impero, 11º duca di Aerschot

∞ sposò, per procura il 10 giugno 1748 a Parigi, e di persona il 18 giugno 1748 Louise-Marguerite de La Mark, contessa di La Marck (1730 - 1820), figlia ed unica erede di Louis Engelbert, ultimo discendente maschio dei conti di La Marck da cui ebbe figli;
- Maria Flora Carlotta Teresa (23 ottobre 1722 - 10 febbraio 1776)

∞ sposò il 12 gennaio 1744 ad Heverlee Jean Charles Joseph de Merode, conte de Merode-Montfort, marchese di Deynze (1719 -1774);
- Maria Eulalia Augustina (30 ottobre 1726 - 14 dicembre 1745)
- Leopoldo Carlo Maria (13 settembre 1730 - 7 marzo 1735)

## Ascendenza
|                               |                        |                                            | Genitori |  |  | Nonni |  |  | Bisnonni           |  |  | Trisnonni        |  |
|                               |                        |                                            |          |  |  |       |  |  | Filippo d'Arenberg |  |  | Carlo d'Arenberg |  |
|                               |                        |                                            |          |  |  |       |  |  | Filippo d'Arenberg |  |  | Carlo d'Arenberg |  |
|                               |                        | Anne de Croÿ                               |          |  |  |       |  |  | Filippo d'Arenberg |  |  |                  |  |
| Carlo Eugenio d'Arenberg      |                        |                                            |          |  |  |       |  |  | Filippo d'Arenberg |  |  |                  |  |
|                               |                        | Maria Cleopha von Hohenzollern-Sigmaringen | …        |  |  |       |  |  |                    |  |  |                  |  |
|                               |                        | Maria Cleopha von Hohenzollern-Sigmaringen | …        |  |  |       |  |  |                    |  |  |                  |  |
|                               |                        | Maria Cleopha von Hohenzollern-Sigmaringen | …        |  |  |       |  |  |                    |  |  |                  |  |
| Filippo Carlo d'Arenberg      |                        | Maria Cleopha von Hohenzollern-Sigmaringen |          |  |  |       |  |  |                    |  |  |                  |  |
|                               |                        | Claude-François de Cusance                 | …        |  |  |       |  |  |                    |  |  |                  |  |
|                               |                        | Claude-François de Cusance                 | …        |  |  |       |  |  |                    |  |  |                  |  |
|                               |                        | Claude-François de Cusance                 | …        |  |  |       |  |  |                    |  |  |                  |  |
| Maria Enrichetta de Cusance   |                        | Claude-François de Cusance                 |          |  |  |       |  |  |                    |  |  |                  |  |
|                               |                        | Ernestine van Witthem                      | …        |  |  |       |  |  |                    |  |  |                  |  |
|                               |                        | Ernestine van Witthem                      | …        |  |  |       |  |  |                    |  |  |                  |  |
|                               |                        | Ernestine van Witthem                      | …        |  |  |       |  |  |                    |  |  |                  |  |
| Leopoldo Filippo d'Arenberg   |                        | Ernestine van Witthem                      |          |  |  |       |  |  |                    |  |  |                  |  |
|                               | Francesco del Carretto | …                                          |          |  |  |       |  |  |                    |  |  |                  |  |
|                               | Francesco del Carretto | …                                          |          |  |  |       |  |  |                    |  |  |                  |  |
|                               | Francesco del Carretto | …                                          |          |  |  |       |  |  |                    |  |  |                  |  |
| Ottone Enrico del Carretto    | Francesco del Carretto |                                            |          |  |  |       |  |  |                    |  |  |                  |  |
|                               |                        | Margarethe Fugger                          | …        |  |  |       |  |  |                    |  |  |                  |  |
|                               |                        | Margarethe Fugger                          | …        |  |  |       |  |  |                    |  |  |                  |  |
|                               |                        | Margarethe Fugger                          | …        |  |  |       |  |  |                    |  |  |                  |  |
| Maria Enrichetta del Carretto |                        | Margarethe Fugger                          |          |  |  |       |  |  |                    |  |  |                  |  |
|                               |                        | Hans Maximilian di Herberstein             | …        |  |  |       |  |  |                    |  |  |                  |  |
|                               |                        | Hans Maximilian di Herberstein             | …        |  |  |       |  |  |                    |  |  |                  |  |
|                               |                        | Hans Maximilian di Herberstein             | …        |  |  |       |  |  |                    |  |  |                  |  |
| Maria Theresia zu Herberstein |                        | Hans Maximilian di Herberstein             |          |  |  |       |  |  |                    |  |  |                  |  |
|                               |                        | Eleonora Catharina Breunner                | …        |  |  |       |  |  |                    |  |  |                  |  |
|                               |                        | Eleonora Catharina Breunner                | …        |  |  |       |  |  |                    |  |  |                  |  |
|                               |                        | Eleonora Catharina Breunner                | …        |  |  |       |  |  |                    |  |  |                  |  |
|                               |                        | Eleonora Catharina Breunner                |          |  |  |       |  |  |                    |  |  |                  |  |